# Wojna polsko-krzyżacka (1519–1521)
Wojna polsko-krzyżacka w latach 1519–1521, potocznie wojna pruska lub wojna rycerska (niem. Reiterkrieg) – wojna pomiędzy Polską i zakonem krzyżackim w latach 1519–1521.

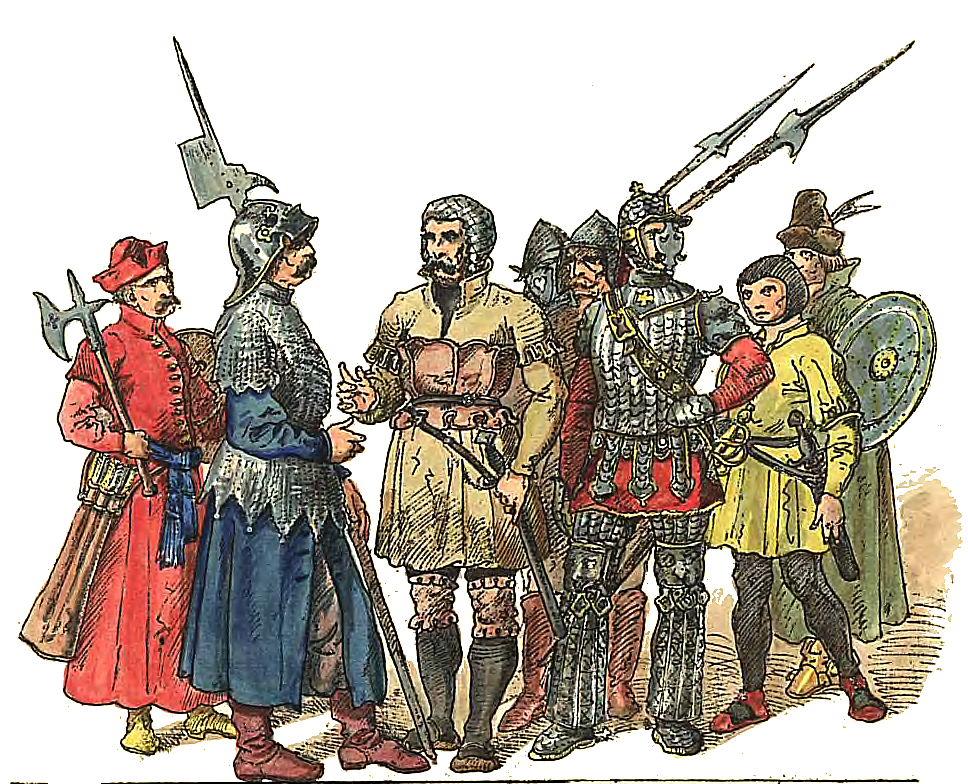
Żołnierze polscy 1507-1548

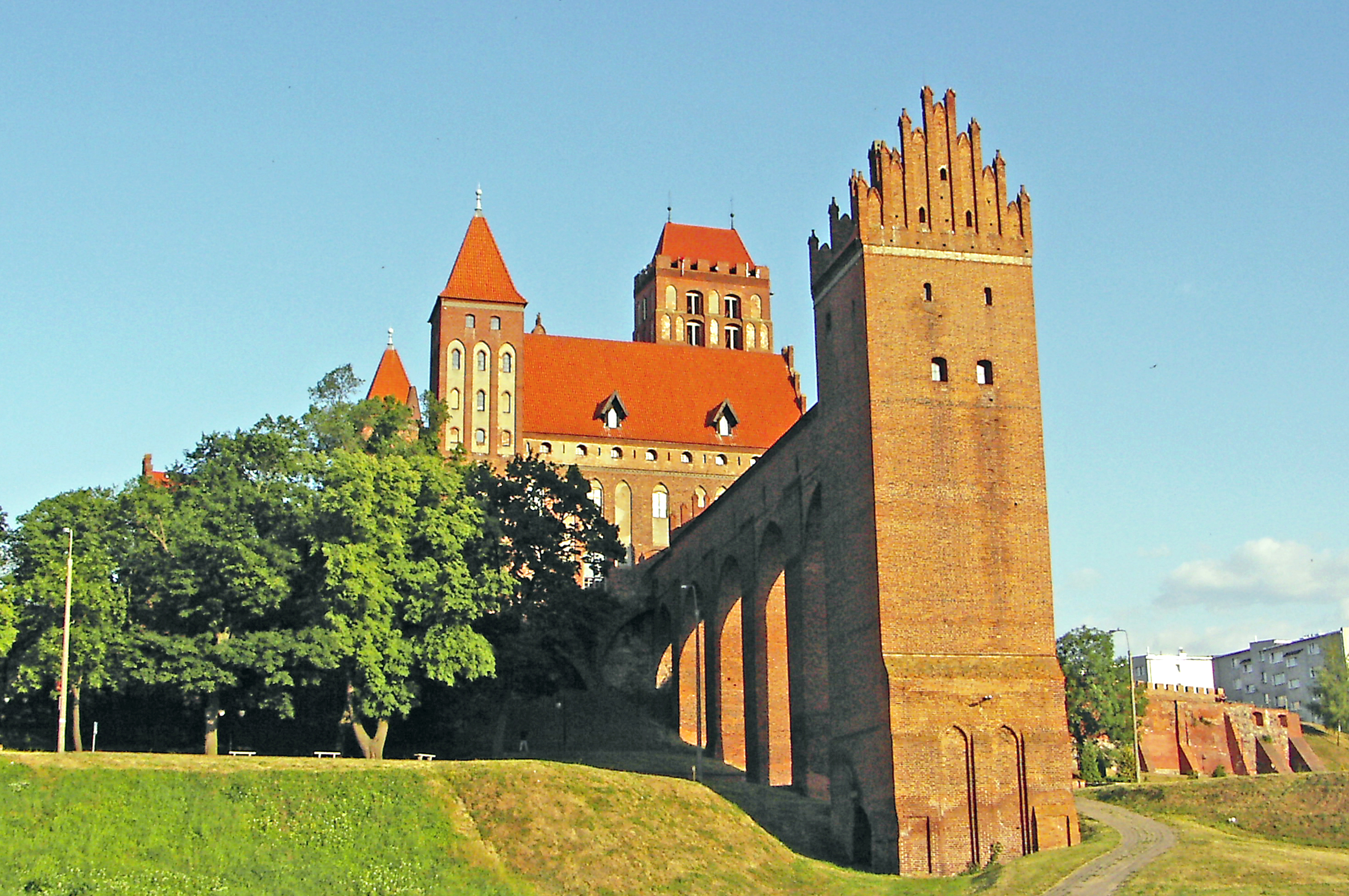
Zamek w Kwidzynie zdobyty przez polskie wojska zaciężne 18 marca 1520

## Przyczyny
Po zawarciu pokoju toruńskiego w 1466 zakon krzyżacki uznał się lennikiem Korony Polskiej z terytorium Prus Zakonnych. Jednakże zakon formalnie podlegał także cesarzom rzymskim i papieżom. Tę podwójną podległość próbował wykorzystać cesarz Maksymilian I Habsburg, który walcząc z Jagiellonami o wpływy w Europie Środkowej, w 1501 oficjalnie zakazał wielkiemu mistrzowi Fryderykowi Wettynowi jako księciu Rzeszy złożenia hołdu lennego królowi Polski Janowi Olbrachtowi.
W 1505 papież Juliusz II wydał brewe nakazujące Krzyżakom złożenie hołdu Aleksandrowi Jagiellończykowi. Jednak już w 1509 odwołał to postanowienie, wyznaczając sąd rozjemczy polsko-krzyżacki w Poznaniu. W 1511 nowym wielkim mistrzem krzyżackim został Albrecht Hohenzollern, siostrzeniec króla Zygmunta Starego. Rokowania przeniesiono do Torunia, gdzie prymas Jan Łaski bezskutecznie próbował wynegocjować z biskupem pomezańskim Hiobem von Dobeneckem warunki, na jakich Albrecht miał złożyć hołd lenny.
Uzbrojony przez Niemcy wielki książę moskiewski Wasyl III uderzył w 1512 na Wielkie Księstwo Litewskie, rozpoczynając I wojnę polsko-rosyjską. Albrecht jako wasal Zygmunta Starego powinien był przyjść z pomocą swojemu suzerenowi. Tego jednak nie uczynił, a Polska uznała, że Albrecht popełnił felonię i zyskała tym samym casus belli w konflikcie z zakonem krzyżackim.
W 1514 w Moskwie podpisano rosyjsko-niemiecki sojusz zaczepno-odporny, wymierzony w Polskę. Nad państwem Zygmunta I zawisła groźba uderzenia oskrzydlającego. Dopiero udana interwencja polskiej dyplomacji w czasie zjazdu wiedeńskiego w 1515 doprowadziła do zawarcia porozumienia z Maksymilianem I, mocą którego uznawał on stan prawny Prus z 1467 i rezygnował z sojuszu z Rosją. Rozstrzygnięcie sprawy hołdu zawieszono na 5 lat.
Porzuceni przez cesarza Krzyżacy, zawarli z Wasylem III kolejny traktat zaczepno-odporny 10 marca 1517 w Moskwie. Rosjanie zobowiązywali się dostarczyć Albrechtowi pieniędzy na zwerbowanie 10 tysięcy piechoty i 2000 jazdy i wspólnie z Krzyżakami zaatakować Polskę. Wielki książę moskiewski wziął także zakon pod swoją protekcję, o czym nie omieszkał zawiadomić króla Francji Franciszka I.

## Wybuch
Albrecht Hohenzollern wysunął wobec Polski pretensje terytorialne, żądając zwrotu Prus Królewskich i Warmii oraz wypłacenia odszkodowania za 50 lat polskiej okupacji po 30 tysięcy guldenów rocznie. 20 sierpnia 1518 biskup płocki Erazm Ciołek wystąpił na sejmie Rzeszy w Augsburgu z antykrzyżacką filipiką.
W 1519 sejm stanów pruskich uchwalił przeprowadzenie wojny z zakonem krzyżackim. 11 grudnia 1519 sejm walny w Toruniu uchwalił rozpoczęcie wojny z Krzyżakami i wyznaczył nowe podatki na werbunek wojsk zaciężnych. Litwa odmówiła jednak pomocy Polsce w nadciągającej wojnie.

## I faza wojny
Hetman wielki koronny Mikołaj Firlej przeprowadził koncentrację 4 tysięcy polskich wojsk zaciężnych w obozie pod Kołem. Wzmocniono polskimi załogami Gdańsk i Toruń. Czeskimi najemnikami dowodził Jan Zierotyński.
Wojska polskie uderzyły przez Pomezanię, w kierunku Królewca. 1 stycznia 1520 Krzyżacy zdobyli Braniewo i obsadzili je swoją załogą. Wojska polskie obległy Kwidzyn i Pasłęk. Jednocześnie skaptowana przez Zygmunta Starego flota kaperska przeprowadziła blokadę portów krzyżackich – Królewca i Pilawy. 18 stycznia 1520 roku wojska polskie zwyciężyły w bitwie pod Pasłękiem i 16 kwietnia w bitwie pod Bartoszycami. Działania zaczepne stanęły jednak w miejscu, ponieważ wojska koronne nie posiadały artylerii oblężniczej. Sprowadzenie dział oblężniczych z Krakowa przyspieszyło zdobycie Kwidzyna (18 marca) i Pasłęka (29 kwietnia). Braniewo bezskutecznie próbowały odbić oddziały pod wodzą Janusza Świerczowskiego. Jednocześnie od południa uderzyły na państwo zakonne wojska mazowieckie, a wojska gdańskie przeprowadziły atak na Bałgę i Kłajpedę.
W obronie zagrożonego zakonu stanęli wówczas legaci papieża Leona X, którzy oskarżyli Polskę o podnoszenie ręki na rycerstwo chrześcijańskie, w obliczu groźby najazdu Tatarów. Była to gra na czas Albrechta, który czekał właśnie na posiłki landsknechtów z Rzeszy.

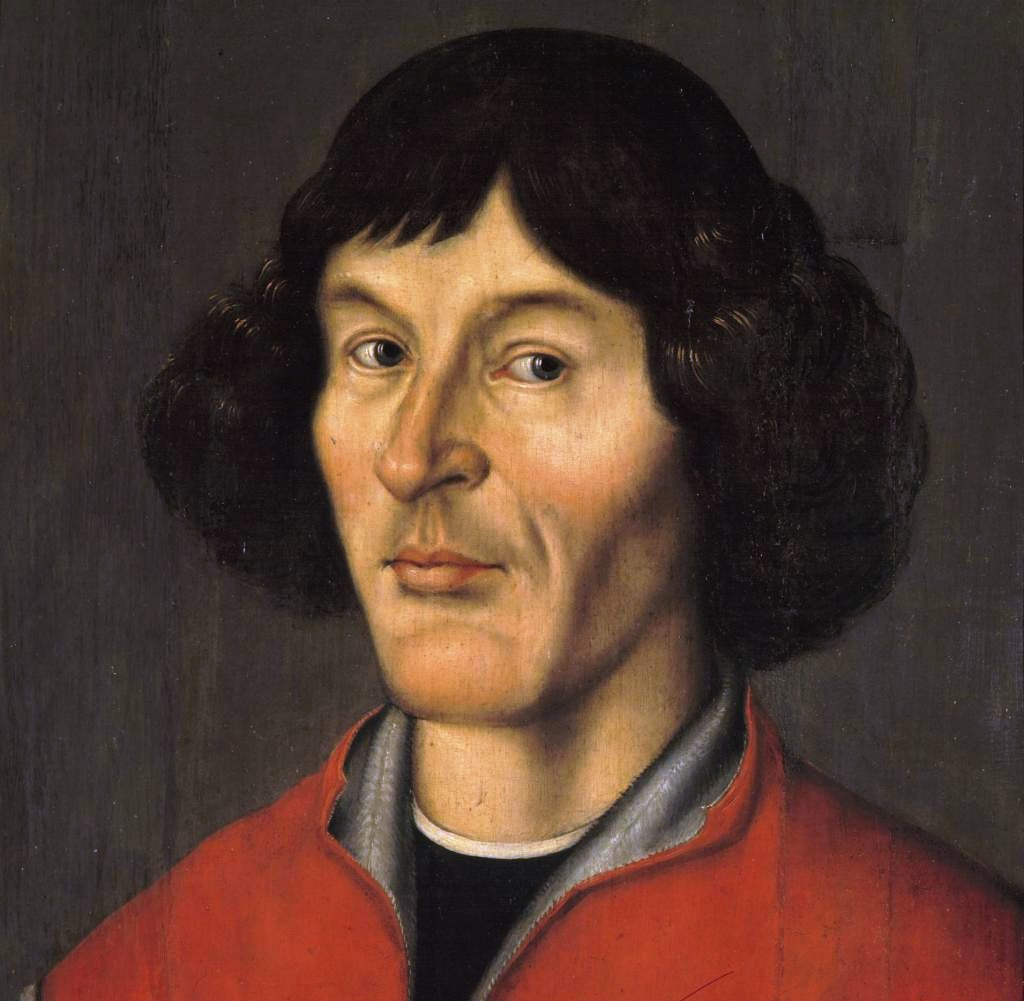
Krzyżakom w 1521 nie udało się zdobyć Olsztyna, ufortyfikowanego przez Mikołaja Kopernika

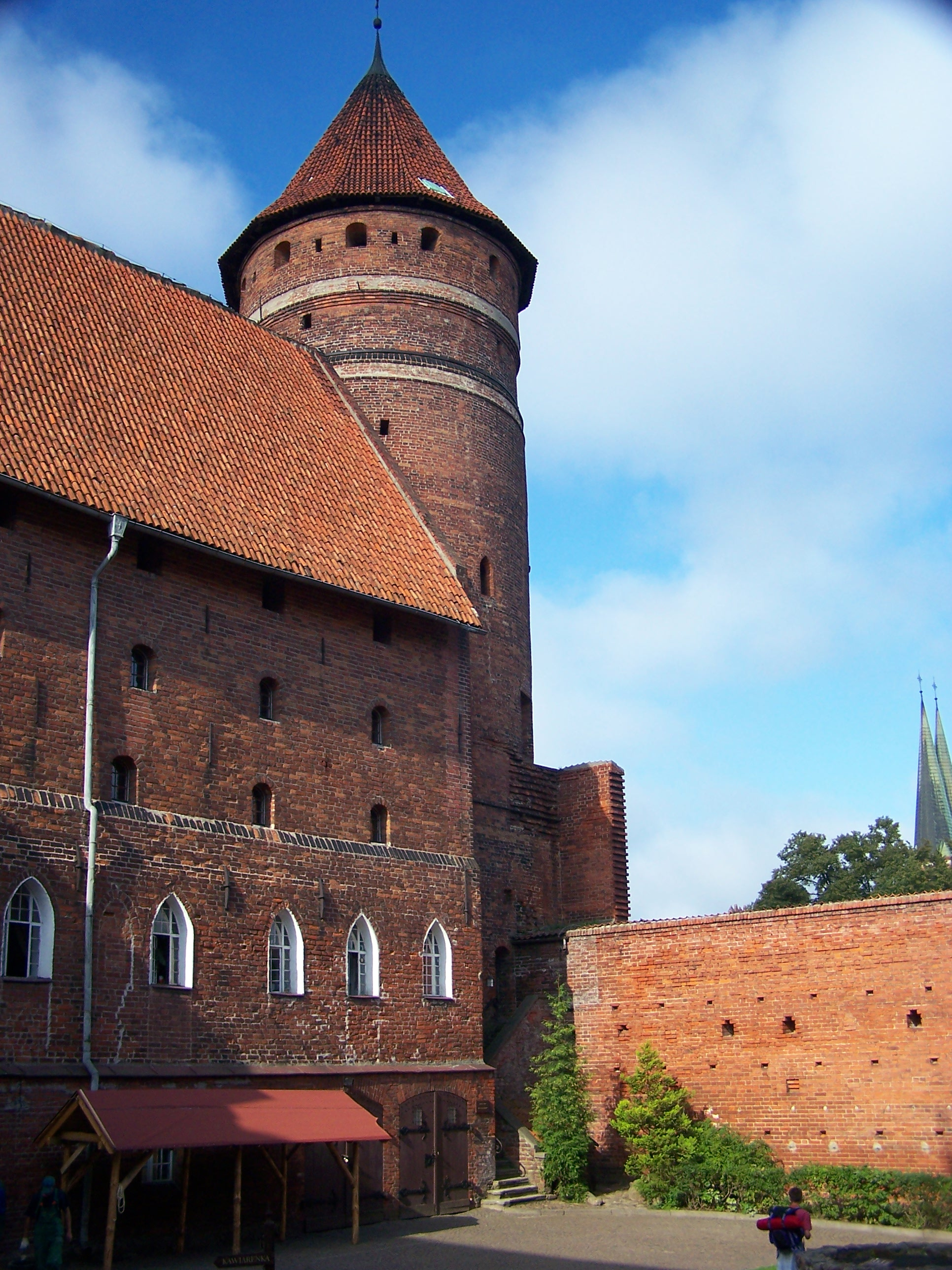
Dziedziniec zamku w Olsztynie

## II faza wojny
W lipcu 1520 r. wojska krzyżackie przeszły do kontrofensywy, uderzając na Mazowsze, pustosząc ziemię łomżyńską. 24 sierpnia 1520 Krzyżacy pokonali wojska polskie w bitwie pod Reszlem. W sierpniu 1520 r. zaatakowały Warmię i rozpoczęły oblężenie Lidzbarka Warmińskiego, którego jednak nie zdobyły. W tym samym miesiącu nadciągnęły z Niemiec posiłki krzyżackie w liczbie 1900 jazdy i 8 tysięcy piechoty pod wodzą Wolfa von Schönburga. Uderzyły one na Wielkopolskę i 14 października 1520 zdobyły Międzyrzecz wraz z tamtejszym zamkiem. Potem spaliły Skwierzynę, zajęły Tuczno, Wałcz, Lędyczek oraz Kamień Krajeński. Omijając przygotowany do obrony Człuchów, najemnicy 27 października 1520 zajęli Chojnice, które skapitulowały bez walki.
Zygmunt Stary zwołał pospolite ruszenie do Wągrowca i wzmocnił załogi Poznania i Gdańska. 2 listopada 1520 król wraz z 40 tys. wojska wyruszył do Bydgoszczy, by osłonić przed odcięciem wojska polskie przebywające w Prusach Wschodnich. Uderzenie niemieckie zmierzało w kierunku Gdańska, gdzie też ze wschodu miały przybyć siły krzyżackie. W celu odcięcia dwóch grup wojsk i uniemożliwienia ich połączenia starosta malborski Stanisław Kościelecki zajął wszystkie przeprawy na Wiśle.
Niemcy następnie zajęli zamek w Starej Kiszewie, Skarszewy, Starogard i Tczew, gdzie po naradzie ruszyli w kierunku Gdańska, który 8 listopada 1520 zaczęli nieskutecznie ostrzeliwać z Biskupiej Górki. 9 listopada 1520 do miasta przebiły się polskie posiłki pod wodzą wojewody kaliskiego Jana Zaremby. Jednak Albrechtowi zabrakło pieniędzy na opłacenie lancknechtów, którzy 10 listopada 1520 wycofali się do Oliwy, zagrożeni odsieczą Mikołaja Firleja. W tym czasie oddziały krzyżackie na prawym brzegu zajęły 9 listopada 1520 Miłomłyn i zdobyły 15 listopada 1520 po zaciętej polskiej obronie Dobre Miasto dokonując następnie rzezi mieszkańców i zaciężnych. Albrecht nie był jednak w stanie od 1 listopada zdobyć Lidzbarka Warmińskiego bronionego przez załogę pod dowództwem Jakuba Secygniowskiego, więc 16 listopada 1520 rozpoczął oblężenie Ornety, która poddała się 23 listopada 1520.
Tymczasem od 3 listopada 1520 trwał w Bydgoszczy sejm obozowy, który wymogła na królu zebrana szlachta. Po długich targach i negocjacjach część szlachty zgodziła się wziąć udział w działaniach wojennych i w liczbie 7 tys. ruszyła pod dowództwem hetmana Mikołaja Firleja pod Chojnice, którego 150-osobowa krzyżacka załoga skapitulowała po otrzymaniu glejtu bezpieczeństwa.
Zaciężne wojska czeskie i gdańskie obległy w tym samym czasie Tczew (28 listopada 1520) i Starogard (6 grudnia 1520). 28 listopada 1520 dowódca krzyżacki Moryc Knebel zwinął oblężenie Lidzbarka. Zaremba wyprowadził uderzenie z Gdańska na Oliwę i atakował wycofujące się wojska niemieckie w kierunku Pucka. Tam lancknechci byli nieustannie nękani atakami Kaszubów.
W tym czasie jednak król Zygmunt Stary zmuszony był rozpuścić pospolite ruszenie, a w kasie państwowej zabrakło pieniędzy na zaciąg nowego wojska. 30 listopada mazowiecka księżna Anna i książę Stanisław zaproponowali Krzyżakom rozejm. 19 grudnia 1520 Polacy rozpoczęli oblężenie Iławy, której jednak nie udało się opanować, udało się jednak zająć Miłakowo. Brak koncepcji jak prowadzić dalszą wojnę spowodował wysunięcie przez kanclerza Krzysztofa Szydłowieckiego propozycji zawarcia pokoju. Wielki mistrz spodziewając się tego postanowił podjąć ofensywę w celu doprowadzenia do lepszej sytuacji wyjściowej podczas negocjacji.
Krzyżacy, po skoncentrowaniu w Braniewie 4 tys. piechoty, 600 jazdy kopijników i 400 strzelców, ruszyli w kierunku Dobrego Miasta i spalili miasto Jeziorany (bez zamku, który się obronił). W styczniu 1521 r. Krzyżacy pokonali Polaków pod murami Lubawy. Następnie Krzyżacy zajęli Nowe Miasto Lubawskie, które poddało się bez walki i uderzyli na Mazowsze w okolicach Żuromina i Mławy. Po 26 stycznia 1521 krzyżacki oddział Wilhelma von Schaumburga bezskutecznie szturmował fortyfikacje miejskie Olsztyna przygotowanego do obrony przez administratora kapitulnego Mikołaja Kopernika, który ściągnął z Elbląga do obrony 17 hakownic. 8 marca 1521 Krzyżacy próbowali zdobyć z zaskoczenia Elbląg. 27 marca 1521 gdańszczanie zdobyli po walce statek krzyżacki „Kneiphfen” z 75-osobową załogą, zaciężnymi i uzbrojeniem.

## Rozejm

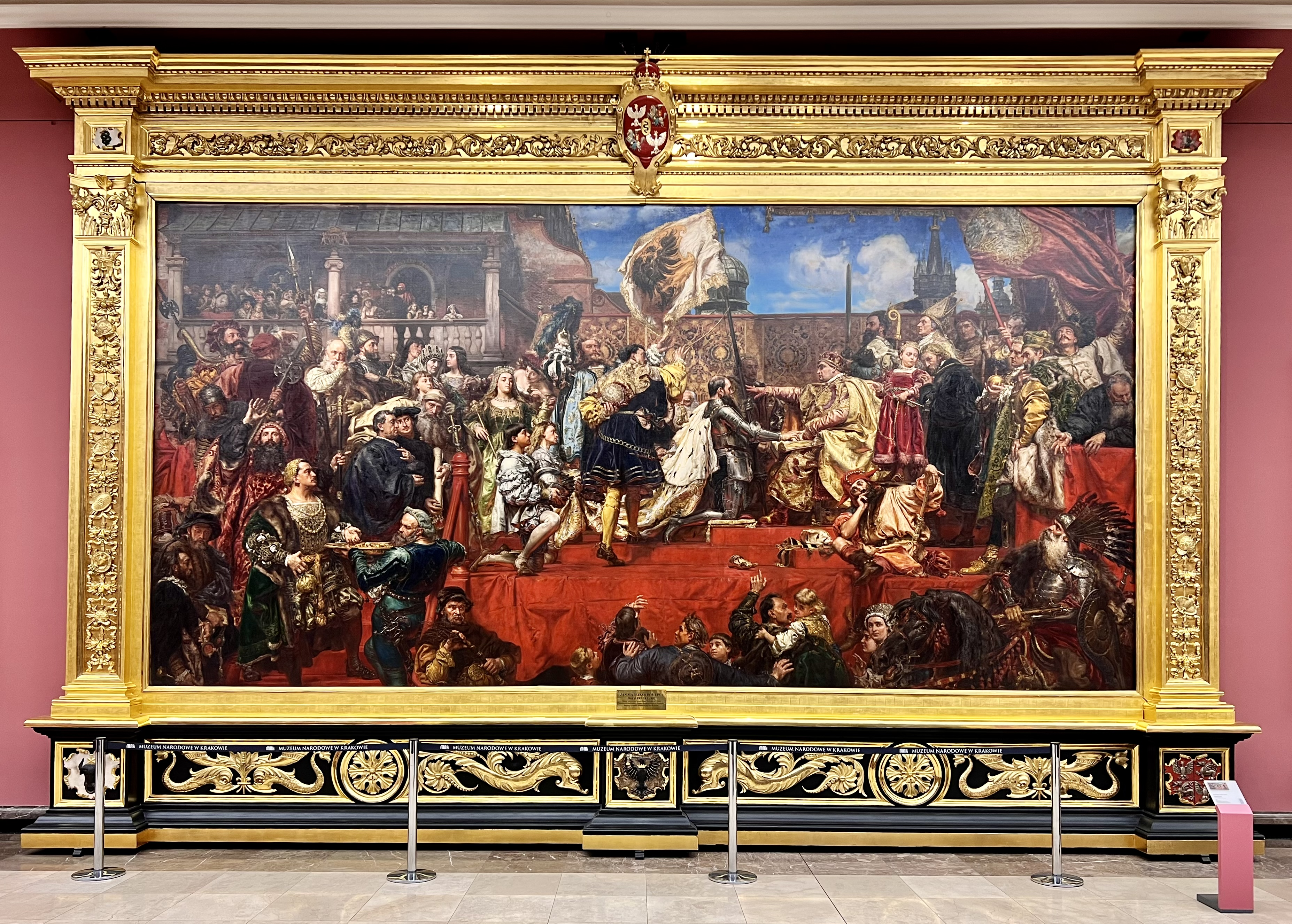
Jan Matejko, Hołd pruski

Nowy cesarz rzymski Karol V Habsburg wezwał do natychmiastowego przerwania działań wojennych. Poseł polski w Rzeszy Hieronim Łaski próbował jeszcze przekonać cesarza do swoich racji. W obliczu nowego najazdu Turków Osmańskich na Węgry, 5 kwietnia 1521 strony zgodziły się podpisać zawieszenie broni na cztery lata i oddać spór pod sąd rozjemczy Karola V i króla Węgier Ludwika Jagiellończyka.

## Pokój
W 1525 upłynął termin zawieszenia broni, jednak Albrecht Hohenzollern nie mógł już liczyć na wsparcie i posiłki ze strony Rzeszy, ponadto król Polski zawarł sojusz z książętami Pomorza Zachodniego, królem Danii oraz księciem Meklemburgii. Z drugiej strony Zygmunt Stary obawiał się zarówno zwoływania pospolitego ruszenia i towarzyszących mu zwykle postulatów reform, jak i poparcia Albrechta przez te pruskie miasta, w których reformacja trafiała na podatny grunt (Gdańsk, Toruń i Elbląg). 8 kwietnia 1525 podpisano traktat krakowski, mocą którego zsekularyzowane Prusy Książęce stały się dziedzicznym lennem Królestwa Polskiego, pozostając w rękach dynastii Hohenzollernów. 10 kwietnia Albrecht złożył hołd lenny Zygmuntowi Staremu na rynku w Krakowie.